# 불가리아의 유로 주화
이 문서는 불가리아의 유로 주화에 대해 설명한다. 불가리아는 2026년 1월 1일을 기해 자국 통화를 레프에서 유로로 대체할 예정이다. 주화에는 유럽 연합의 상징인 12개의 별이 그려져 있으며 발행 연도와 "불가리아"(불가리아어: БЪЛГАРИЯ)가 쓰여져 있다. 불가리아의 유로 단위 주화에는 '에브로'(불가리아어: ЕВРО), 유로센트 단위 주화에는 '스토틴카'(불가리아어: СТОТИНКА, 복수형: СТОТИНКИ 스토틴키)라는 단위가 각각 표기되어 있다. 스토틴카는 불가리아에서 유로가 도입되기 이전에 통용된 화폐인 레프의 보조 단위이기도 하다.

## 연혁
불가리아의 유로 주화는 유로 도입 요건을 모두 충족한다면 레프를 대체하게 된다. 불가리아 국립은행은 2005년 4월 25일에 불가리아의 유럽 연합 가입 조약 체결을 기념하는 1.95583레바 주화를 발행했는데 명목 가치가 정확히 1유로에 달했다.
불가리아의 상징으로 여겨지는 마다라 기사상은 "나라별" 유로 주화의 앞면에 사용될 불가리아의 상징으로 가장 유력한 디자인 가운데 하나였다. 불가리아의 상징이 되기 위한 다른 경쟁 대상으로는 고대 전통 네스티나르(불가리아의 전통 불춤), 키릴 문자, 릴라 수도원, 벨리코터르노보 인근의 차레베츠 중세 요새 등이 있었다.
2008년 6월 17일에 불가리아의 미래 유로 주화 디자인에 대한 토론이 전국적으로 열렸으며 6월 29일까지 모든 주화에 사용될 상징에 대한 투표가 진행되었다. 불가리아 국민들은 우체국, 주유소, 학교에서 투표에 참여했다. 같은 날에 1위가 발표되었고 25.44%에 달하는 다수의 유권자가 마다라 기사상을 불가리아의 미래 유로 주화에 묘사될 디자인으로 선택했다.
디미터르 라데프 불가리아 국립은행 총재는 2023년 7월 24일에 불가리아 국립은행 운영위원회가 불가리아의 유로 주화 앞면에 사용될 디자인을 1999년부터 유통 중인 불가리아 레프 주화 디자인과 동일하게 결정했다고 발표했다.
불가리아에서 발행될 유로 주화에는 과거 불가리아에서 유통된 화폐인 레프의 보조 단위 이름인 스토틴카가 새겨질 예정이다. 불가리아어 알파벳은 이미 유로 지폐에 존재하며 불가리아에서 유로가 도입되고 불가리아의 유로 주화가 유통됨에 따라 키릴 문자도 유로 주화에 표시될 예정이다. 따라서 불가리아의 유로 주화는 그리스의 유로 주화와 함께 라틴 문자만 새겨져 있지 않은 유로 주화 가운데 하나가 될 예정이다.
불가리아의 유로 주화 디자인은 2023년 11월에 불가리아 국립은행에 의해 공식적으로 선택되었으며 2024년 2월에 유럽 연합 이사회의 승인을 받았다. 2025년 4월 9일에는 불가리아 국립은행 운영위원회가 불가리아의 유로 주화 디자인 수정을 승인했는데 유일한 변경 사항은 발행 연도가 "2025"에서 "2026"으로 변경된 것이다. 필요한 양의 동전 주조는 유럽 연합 이사회가 불가리아의 유로화 채택을 승인한 직후에 시작될 예정이며 이를 통해 불가리아가 유로를 도입한 날부터 유통될 수 있다.

## 불가리아의 유로 주화 디자인
| € 0.01               | € 0.02                       | € 0.05                                                 |
| -------------------- | ---------------------------- | ------------------------------------------------------ |
|                      |                              |                                                        |
| 마다라 기사상        |                              |                                                        |
| € 0.10               | € 0.20                       | € 0.50                                                 |
|                      |                              |                                                        |
| 마다라 기사상        |                              |                                                        |
| € 1.00               | € 2.00                       | € 2 주화 모서리                                        |
|                      |                              | "БОЖЕ ПАЗИ БЪЛГАРИЯ" ("하느님, 불가리아를 지켜주소서") |
| 이반 릴스키의 초상화 | 파이시 힐렌다르스키의 초상화 |                                                        |